# Опрос о политическом будущем Каталонии

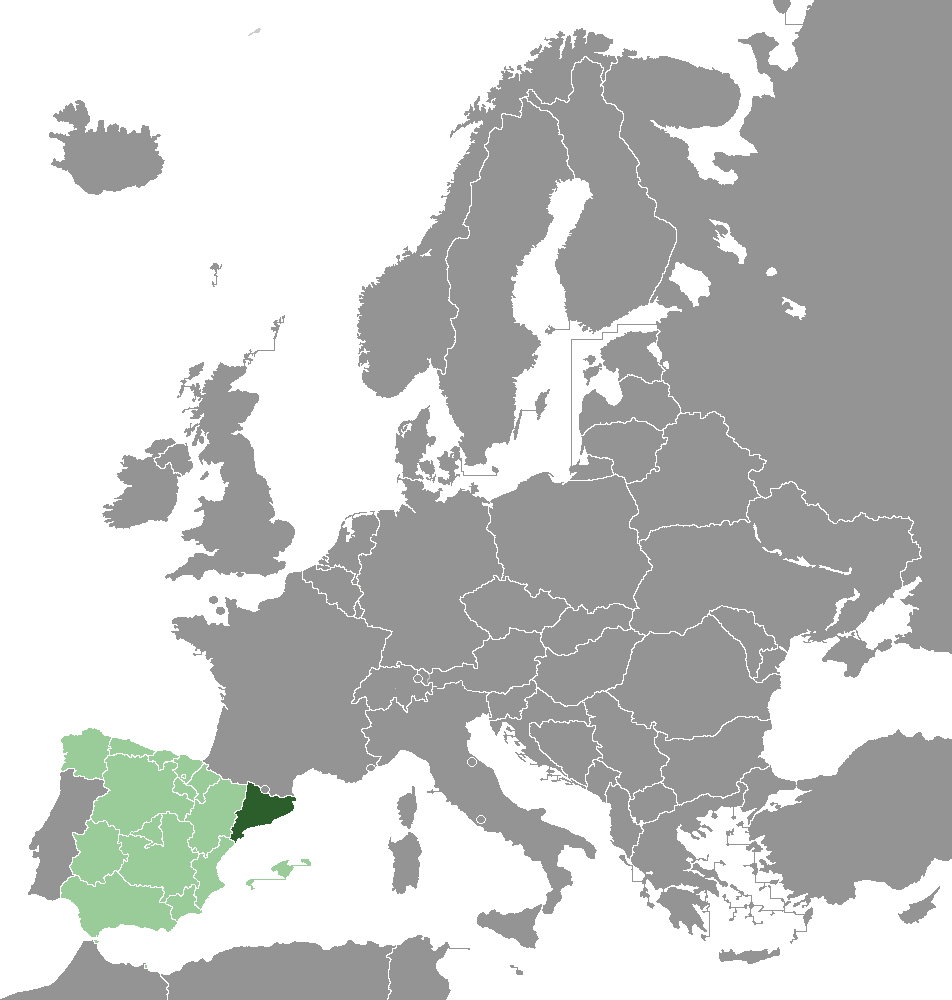
Каталония в Испании, Европе и Средиземноморье.

Опрос о политическом будущем Каталонии (кат. Consulta popular no referendària sobre el futur polític de Catalunya; исп. Proceso participativo sobre el futuro político de Cataluña de 2014) стал альтернативой полномасштабному референдуму о независимости Каталонии, проведение которого было также намечено на 9 ноября 2014 года, но который был заморожен 27 сентября 2014 года Конституционным судом Испании по причине несоответствия референдума конституции Испании. Впрочем, в октябре 2014 года власти Испании объявили, что и сам опрос является незаконным.

## Предыстория

### Движение за независимость Каталонии
Движение за независимость Каталонии имеет глубокие корни. Каталония до начала XVIII века входила в королевство Арагон. В 1714 году, в ходе войны против испанской монархии, Каталония была захвачена и присоединена к испанскому королевству. Во времена диктатуры генерала Франко сторонники каталонского самоопределения подвергались гонениям, а наиболее активных сепаратистов расстреливали. В 1979 году Каталонии был присвоен автономный статус, а каталанский язык признали официальным в регионе.
В январе 2006 года премьер-министр Испании Хосе Луис Родригес Сапатеро и лидер блока «Конвергенция и Союз» Артур Мас договорились о значительном расширении самостоятельности Каталонии. В частности, соглашение определило каталонцев как отдельную нацию и предоставило Каталонии право распоряжаться всеми местными налогами и половиной центральных налогов, собранных в провинции.
В 2009 и 2010 году в Каталонии были проведены неофициальные консультативные референдумы о независимости автономии. Вопрос на одном референдуме звучал так: «Хотите ли вы видеть Каталонию социально ориентированной, демократической, независимой страной, которая бы входила в Европейский союз?». «Да» ответили 94 процента респондентов. В голосовании приняли участие 30 % из 7 миллионов жителей региона.
В октябре 2012 года депутаты Генеральных кортесов Испании проголосовали против постановления, разрешающего властям Каталонии проводить референдум о самоопределении этого региона.
В январе 2013 года парламент Каталонии принял Декларацию о суверенитете Каталонии, которая давала народу Каталонии право самостоятельно определять своё политическое будущее. «За» проголосовало 85 человек, «против» — 41. Два депутата воздержались. «За» голосовали правящий в регионе блок «Конвергенция и Союз» и Республиканская Левая партия. Против выступили каталонские социалисты и правящая в Испании Народная партия. В мае Конституционный суд Испании приостановил действие декларации.
В сентябре 2013 года правительство Испании снова отказало Каталонии в референдуме о независимости, предложив сесть за стол переговоров, поскольку согласно испанскому законодательству право проводить референдум имеет только центральное правительство.

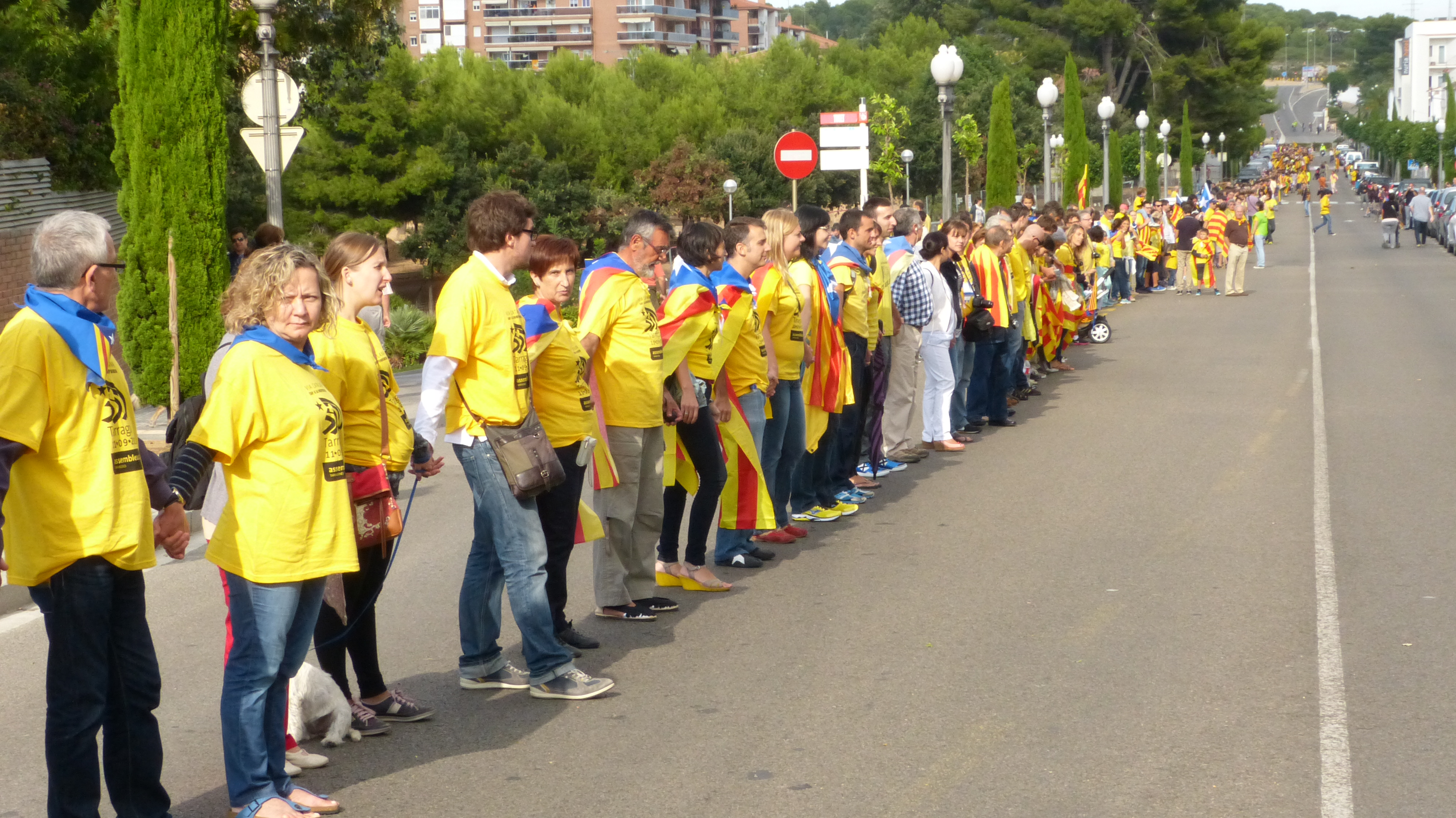
Живая цепь Via Catalana 11 сентября 2013 года

11 сентября 2013 года сотни тысяч каталонцев сформировали 400-километровую живую цепь, требуя проведения референдума.

### Попытка проведения референдума в 2014 году
12 декабря 2013 года Президент Женералитата Каталонии Артур Мас сообщил, что главные политические силы автономии договорились о сроках проведения референдума о независимости Каталонии и формулировках вопросов, которые должны быть на него вынесены. Избирателям предполагалось задать следующие вопросы: «Хотите ли Вы, чтобы Каталония стала государством?», и в случае одобрительного ответа на этот вопрос: «Если да, то хотите ли вы, чтобы Каталония стала независимым государством?».
Министр юстиции Испании Альберто Руис-Гальярдон сразу же заявил, что «этот референдум не будет проведен». 26 марта 2014 года Конституционный суд Испании вынес постановление о признании противоречащим конституции страны запланированного на ноябрь референдума о независимости автономной области Каталония. Как сказано в решении, конституция Испании запрещает регионам в одностороннем порядке проводить референдумы о суверенитете.
9 апреля депутаты Генеральных кортесов Испании большинством голосов отвергли предложение Ассамблеи Каталонии о проведении референдума о независимости Каталонии — против проголосовало 299 депутатов (за — 47, воздержался — только один). Премьер-министр Мариано Рахой сказал, что будет настаивать на сохранении Каталонии в составе Испании.
Глава правительства Каталонии Артуро Мас, демонстративно не присутствовавший на голосовании, в свою очередь заявил, что со своего пути не свернет. 27 сентября он подписал распоряжение о проведении голосования 9 ноября 2014 года. Правительство Испании выступило против и обратилось в Конституционный суд. После обращения в КС правительство Каталонии заморозило подготовку к референдуму. В октябре стало известно о переброске 180 полицейских-спецназовцев из Мадрида в Барселону.
11 октября 2014 года футбольный клуб «Барселона» официально поддержал референдум о независимости.
14 октября 2014 года правительство Каталонии приняло решение отменить референдум о независимости от Испании, поскольку «голосование не может быть проведено по причине отсутствия правовых гарантий».

## Подготовка

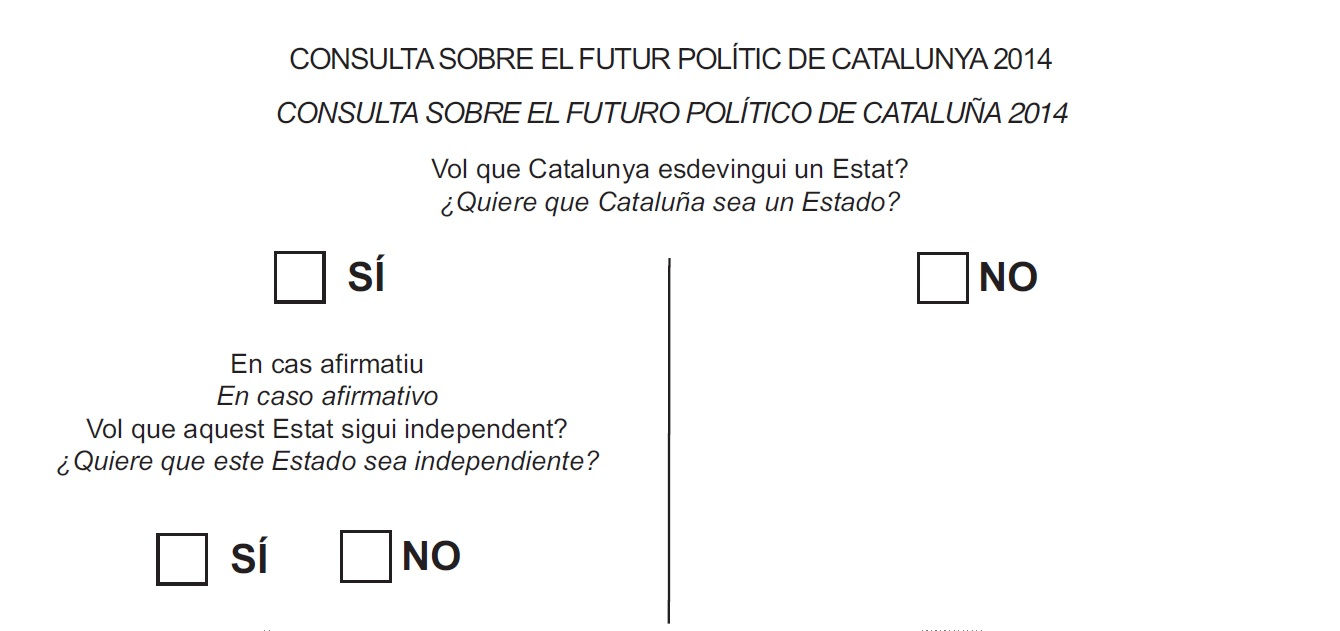
Бюллетень для опроса идентичен бюллетеню для референдума.

Несмотря на двойной запрет, женералитет Каталонии, которым руководил Артур Мас, продолжило подготовку к неформальному голосованию, не имеющему юридической силы, но имеющему важное консультативное значение для публики и прессы. В ходе подготовки к опросу, 920 из 947 глав муниципалитетов Каталонии (97% их числа) объявили о поддержке референдума, 800 из них приехали на встречу с Масом. В конечном счёте, голосование охватило 92,29% территории Каталонии. 9 ноября 2014 года в 9:00 по местному времени открылись избирательные участки для голосования. В оставшихся 8% территории региона муниципалитетами руководили представители правой промадридской Народной партии (PP), которые объявили голосование фарсом и отказались предоставлять участки для голосования. На территории этих городских муниципалитетов, как правило, преобладали выходцы из других регионов Испании. Тем не менее и их жители, пожелавшие принять участие в голосовании, могли приехать в соседний муниципалитет. Организацию процесса неформального голосования взяли на себя около 40 тысяч волонтёров, поскольку власти Испании запретили тратить на него госсредства. В регионе появилось  1 317 участков.

## Вопросы
На региональное голосование было вынесено два вопроса: «Хотите ли Вы, чтобы Каталония стала государством?» и, если да, «Хотите ли Вы, чтобы это государство было независимым?».

## Явка и результаты
В целом в опросе приняли участие  2 305 290 резидентов Каталонии в возрасте от 16 лет (в том числе 13 тысяч каталонцев за рубежом), что составляет 37% населения, наделённого правом голоса. Такое право по общеиспанским законам в Каталонии как части Испании имели на дату выборов 5,49 миллиона из более чем 7,5 миллионов человек. Однако, власти Каталонии разрешили голосовать молодёжи старше 16 (а не 18) лет, а также всем иностранцам с видом на жительство в Испании и каталонской пропиской. Эти юридические манипуляции привели к увеличению электората с 5,49 до 6,2 млн. человек. Более 80% проголосовавших каталонцев высказались за полную независимость региона от Испании. Однако результат опроса не имеет прямой юридической силы, хотя и запускает долговременный процесс легитимизации суверенитета посредством народного волеизъявления.
| Варианты ответа | Голоса    | Процент |
| --------------- | --------- | ------- |
| Да - Да         | 1 861 753 | 80,76%  |
| Да - Нет        | 232 182   | 10,07%  |
| Да - неотмечен  | 22 466    | 0,97%   |
| Нет             | 104 772   | 4,54%   |
| Неотмечен       | 12 986    | 0,56%   |
| Прочие          | 71 131    | 3,09%   |

## Реакция
- После обнародования предварительных результатов председатель правительства Каталонии Артур Мас заявил, что каталонцы хотят сами решать свою судьбу, и публично призвал правительство Испании «провести окончательный референдум о суверенитете Каталонии, как это было сделано в Шотландии, а ранее в Квебеке».
- В ответ министр юстиции Испании Рафаэль Катала охарактеризовал опрос как «обман населения Каталонии» и ещё раз подчеркнул, что Мадрид считает данное голосование «ненужным», «не имеющим никаких юридических последствий» и «вносящим раскол в каталонское общество»[29].